# Bourbon Township (comté de Knox, Missouri)
Pour les articles homonymes, voir Bourbon Township.
Bourbon Township est un ancien township, situé dans le comté de Knox, dans le Missouri, aux États-Unis,.
Le township est fondé en 1872 et baptisé en référence au fait qu'une grande partie des colons du début étaient des Démocrates bourbons.

### Source de la traduction
- (en) Cet article est partiellement ou en totalité issu de l’article de Wikipédia en anglais intitulé « Bourbon Township, Knox County, Missouri » (voir la liste des auteurs).